# Soto Rucandio
Soto Rucandio, es un pueblo que pertenece al municipio de Valderredible de la Comarca de Campoo-Los Valles, en Cantabria, España.

## Datos básicos
Se encuentra a 840 m s. n. m.  Dista 21 kilómetros de Polientes, la capital municipal. La población, en 2024 (INE), era de 4 habitantes.

## Paisaje y naturaleza
Se trata de un pequeño poblado de aspecto montañoso vigilado por las cumbres de la Peña Castro y el Pico Muela al que rodea un entorno en el que se esparcen bosques frondosos de roble albar.

## Patrimonio histórico
Soto Rucandio conserva alineaciones de casas en las que perviven los elementos característicos de la arquitectura vernácula de Valderredible. Es uno de los pocos pueblos donde todavía se respeta la costumbre de pintar con vivos colores las puertas, las ventanas y los entramados de balconadas y pajaretas, en bello contraste con el color pardo de la piedra y el blanco del enlucido de las fachadas.
La iglesia de la Asunción de Nuestra Señora pertenece al estilo gótico tardío, dentro ya del siglo XVI, destacando la cabecera poligonal y la portada con arco apuntado doblado, que siguen un tipo repetido en el valle en algunas iglesias como las de Cubillo de Ebro, Quintanilla de An o Susilla. En época barroca ser reforma la espadaña, pasando a ser de tres troneras y cuatro cuerpos por encima del hastial, con los característicos remates de bolas y pirámides herrerianas.

## Festividades
Celebra la festividad de la Asunción de la Virgen, el 15 de agosto.